# Nukleinske kiseline
Nukleinske kiseline su makromolekule koje sudjeluju u pohrani, prijenosu i ekspresiji genetske informacije. To su linearni polimeri koji se sastoje od različitih nukleotida poredanih u genetski predodređenom slijedu koji je nositelj njihove uloge informacijskih makromolekula.
Nukleotidi su međusobno povezani preko fosfatne skupine. Do uspostavljanja tzv. 3', 5' fosfodiesterske veze dolazi reakcijom kondenzacije hidroksilnih skupina na suprotnim krajevima nukleotida. Sinteza zahtijeva energiju (nukleotidi u reakciju stupaju kao nukleozid-trifosfati) i informaciju (genetski određeni slijed koji čini postojeća molekula DNK-a). Nukleotidi se prepoznaju po principu sparivanja baza i vežu se s obzirom na poredak komplemenata u predlošku.
Nukleinske kiseline se razlikuju po kemizmu i ulozi u stanici. Dva osnovna tipa su:
- DNK (deoksiribonukleinska kiselina) – sadrži deoksiribozu, spremište je genetske informacije, uglavnom je sadržana u jezgri
- RNK (ribonukleinska kiselina) – sadrži ribozu, sudjeluje u ekspresiji informacija tijekom sinteze proteina, stvara se u jezgri
  - mRNK (glasnička RNK) – u jezgri sudjeluje u transkripciji genskog koda, potom se kroz jezgrinu ovojnicu premješta u citoplazmu gdje sudjeluje u procesu translatacije
  - rRNK (ribosomska RNK) – uz ribosomske proteine je sastavni dio ribosoma
  - tRNK (transportna RNK) – ima ulogu prijenosnika aminokiselina do ribosoma gdje gradi polipeptidni lanac.

## Povijest
Nukleinske kiseline je prvi opisao švicarski medicinar Friedrich Miescher godine 1869. U to vrijeme je njihova funkcija bila potpuno nepoznata. On je iz jezgra bijelih krvnih zrnaca izolirao supstancu koja se zbog visokog učešća fosfora u svojoj građi značajno razlikovala od bjelančevina. On je tu supstancu nazvao nuclein prema latinskoj riječi nucleus (jezgra). Iako je uporabom riječi nuclein upućivao na značaj ove supstance u naslijeđu, ipak on sam nije vjerovao da je ona jedini nosilac naslijeđa.
Albrecht Kossel je otkrio da nuclein u svom sastavu uvijek ima četiri različita gradivna elementa povezana s molekulom šećera. Napokon, 1889. godine Richard Altmann otkrio je nuclein i u biljnim stanicama, te na osnovi njegovih osnovnih kemijskih osobina dao mu danas poznato ime – nukleinska kiselina. Tek 1929. godine je Phoebus Levene primijetio da se nukleinska kiselina (u njegovom slučaju deoksiribonukleinska kiselina) sastoji od šećera deoksiriboze, ostatka fosfatne kiseline, te četiri baze: adenina, guanina, citozina i timina. On im je dao i opće ime – nukleotidi.

## Sintetične nukleinske kiseline
Peptid-nukleinska kiselina (skraćenica: PNA od engleskog Peptide Nucleic Acid)  je prva sintetično razvijena nukleinska kiselina koja se, dakle, ne pojavljuje u prirodi, ali je vrlo interesantna za biotehnologije. U međuvremenu je razvijen veći broj sintetičnih nukleinskih kiselina: 
- Phosphorthioat-Desoxyribonukleinska kiselina
- Cyclohexen-Nukleinska kiselina (CeNA)
- N3'-P5'-Phosphoramidate (NP)
- Locked nucleic kiselina( LNA)
- Tricyclo-Deoxyribonukleinska kiselina (tcDNA)
- Morpholino-Phosphoramidate (MF)

## Vanjske poveznice
Sestrinski projekti
|  | Zajednički poslužitelj ima još gradiva o temi Nukleinske kiseline |